# Broch von Culswick

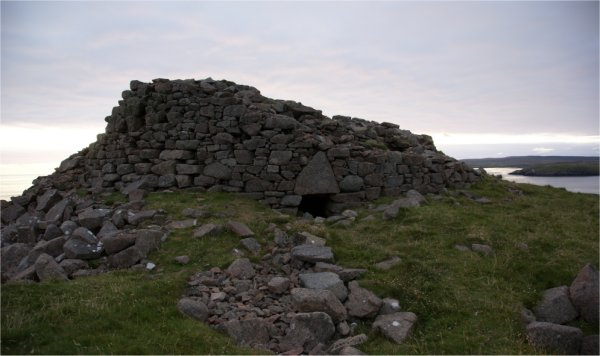
Broch von Culswick

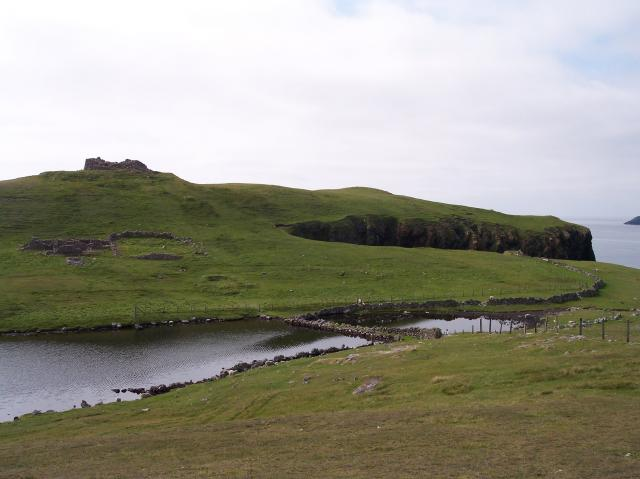
Broch von Culswick

Der Broch von Culswick ist ein nicht ausgegrabener Küstenbroch westlich von Culswick auf der Südwestseite der Shetlandinsel Mainland in Schottland.
Der Broch steht auf einer Felsplattform und ist an der höchsten Stelle noch etwa 3,5 Meter hoch. Der Schutt der Außenwand ist in die Mitte gefallen. Der Broch hat einen massiven dreieckigen Sturzstein (englisch triangular lintel) – wie beim Dun Dornaigil in Sutherland und beim Caisteal Grugaig – über dem teilweise mit Schutt gefüllten Zugang. Der Broch hat einen Außendurchmesser von etwa 16,0 Metern. Eine Wächterzelle (englisch guard-cell) lag rechts im Gang.
Zeichnungen von Low im Jahre 1774 und Skene im Jahre 1805 zeigen, dass die Struktur bis zu diesen Zeitpunkten intakt war und drei intramurale Galerien aufwies. Der Rest einer oberen Galerie ist innen über dem Zugang zu sehen, und eine Öffnung zu einer Galerie ist an der Innenwand sichtbar.